# JAC Port-Gentil
El JAC Port-Gentil es un equipo de fútbol de Gabón que juega en la Tercera División de Gabón, la tercera liga de fútbol en importancia en el país.

## Historia
Fue fundado en la capital Libreville, aunque al poco tiempo se mudaron a la ciudad de Port-Gentil, en donde lograron jugar en la Primera División de Gabón entre 1986 y 1991. Es ese lapso de tiempo ganaron la liga en la temporada 1989/90, aunque no han vuelto a la máxima categoría.
A nivel internacional han participado en 2 torneos continentales, en los cuales nunca han superado la segunda ronda.

## Palmarés
- Primera División de Gabón: 1

1989/90

## Participación en competiciones de la CAF
| Temporada | Torneo                            | Ronda | Club                 | Casa | Visita | Global      |
| --------- | --------------------------------- | ----- | -------------------- | ---- | ------ | ----------- |
| 1989      | Copa Africana de Clubes Campeones | 1     | Africa Sports        | 1-0  | 0-1    | 1-1 (5-3 p) |
| 1989      | Copa Africana de Clubes Campeones | 2     | Raja Casablanca      | 1-1  | 0-0    | 1-1 (a)     |
| 1991      | Copa Africana de Clubes Campeones | 1     | Saint Eloi Lupopo    | 0-0  | 1-1    | 1-1 (a)     |
| 1991      | Copa Africana de Clubes Campeones | 2     | Iwuanyanwu Nationale | 1-2  | 0-5    | 1-7         |